# بيتر إم. باورز
بيتر إم. باورز (بالإنجليزية: Peter M. Bowers)‏ هو صحفي ومهندس وكاتب أمريكي، ولد في 15 مايو 1918 في سان فرانسيسكو في الولايات المتحدة، وتوفي في 27 أبريل 2003 في سياتل في الولايات المتحدة.